# Reichstag (confédération de l'Allemagne du Nord)
Pour les articles homonymes, voir Reichstag.
Le Reichstag (nord-allemand) est le parlement de la Confédération de l'Allemagne du Nord. Le Reichstag, élu par le peuple, d'une part, et le Bundesrat, d'autre part, est chargé de légiférer. Les sessions parlementaires ont lieu dans le bâtiment (de) du parlement de l'État prussien au 3 Leipziger Strasse à Berlin.
En février 1867, un Reichstag constituant est élu. Ce n'est pas encore un parlement, mais un organe constitutionnel. Après l'entrée en vigueur de la Constitution fédérale le 1er juillet 1867, le Présidium fédéral (le roi Guillaume Ier de Prusse) convoque des élections pour le Reichstag. Elles ont lieu en août et, comme les élections de février, sont organisées selon les lois des différents États. Comme convenu dans l'alliance d'août, la base en est la loi de Francfort sur les élections au Reichstag de 1849.
Ce n'est qu'en mai 1869 que le Reichstag adopte une loi électorale fédérale nationale pour les élections au Reichstag. Depuis que les élections sont reportées à l'été 1870 en raison de la guerre franco-prussienne, il n'y a plus d'élections au Reichstag dans la Confédération d'Allemagne du Nord. La loi électorale fédérale continue de s'appliquer dans l'Empire jusqu'en 1918.

## Débuts

### Le Reichstag dans le projet de constitution

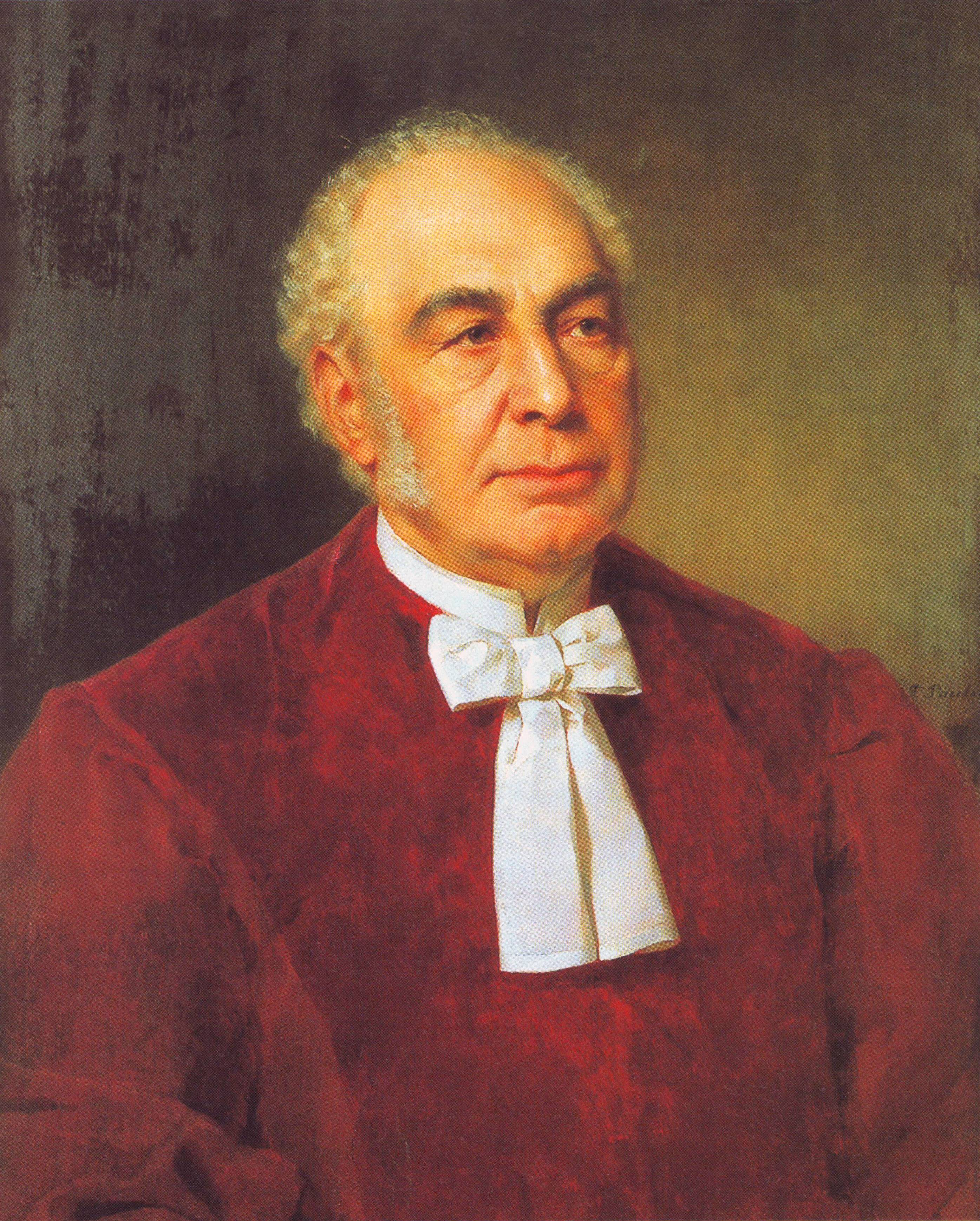
Eduard von Simson, président du Reichstag nord-allemand (peinture de Fritz Paulsen)

Selon le projet de constitution d'Otto von Bismarck, le Reichstag doit constituer l'organe représentatif de la Confédération de l'Allemagne du Nord. Il doit se tenir aux côtés de l'exécutif monarchique-fédéral du Présidium fédéral et du Conseil fédéral. Le parlement doit être doté des pouvoirs habituels de l'époque et faire contrepoids aux influences particularistes et monarchiques. Il est tout aussi important que le parlement implique le mouvement libéral-national. Le Reichstag est clairement plus faible que les autres organes fédéraux, mais n'est pas marginalisé dans la constitution. Contrairement aux parlements des États individuels, il ne doit pas avoir lieu selon un recensement ou un suffrage de classe, mais selon le suffrage général, égal et secret.
Cependant, le suffrage universel est fragilisé par la suppression des régimes alimentaires. Cela signifie que les personnes moins aisées ne sont en fait pas en mesure d'accepter un mandat. Cette disposition agit comme un recensement et est dirigée principalement contre les représentants des travailleurs. La séparation du mandat et de l'emploi public est également prévue, ce qui a signifié l'exclusion des fonctionnaires et autres fonctionnaires qui sont si nombreux dans les parlements des États et qui forment également un noyau du mouvement libéral.

### Élection du Reichstag constituant
Pour discuter de la constitution, un Reichstag constitutif est élu le 12 février 1867 au suffrage universel. Le territoire de la Confédération d'Allemagne du Nord est divisé en 297 circonscriptions électorales, dans chacune desquelles un député était élu au suffrage direct à la majorité absolue. Si aucun candidat n'obteint la majorité absolue au premier tour, un second tour est organisé entre les deux candidats les mieux classés. Malgré de nombreuses critiques envers la Confédération de l'Allemagne du Nord, en particulier dans les régions annexées par la Prusse en 1866, il n'y a nulle part de boycott des élections. Dans l'ensemble, le taux de participation est de près de 65 % nettement plus élevé que, par exemple, lors des élections aux parlements des Länder prussiens. Cependant, les résultats des élections au départ ne diffèrent guère de ceux des parlements des États. Le gouvernement tente d'influencer les élections, mais ses résultats reflètent les sentiments politiques de la population.
La majorité se compose du Parti national-libéral, qui vient d'être formé en se séparant du Parti progressiste allemand, ainsi que du Parti conservateur libre. Il y a aussi quelques autres députés à l'esprit libéral. Ensemble, ils représentent 180 des 297 mandats et forment les partisans potentiels de la politique de Bismarck. Face à eux se dressent, entre autres, anciens conservateurs, 13 députés polonais, 18 guelfes et autres particularistes et 19 députés du Parti progressiste. Le Parti populaire saxon d'orientation anti-prussienne est représenté par les deux derniers parlementaires sociaux-démocrates August Bebel et Reinhold Schraps (de).

### Composition du Reichstag constitutif

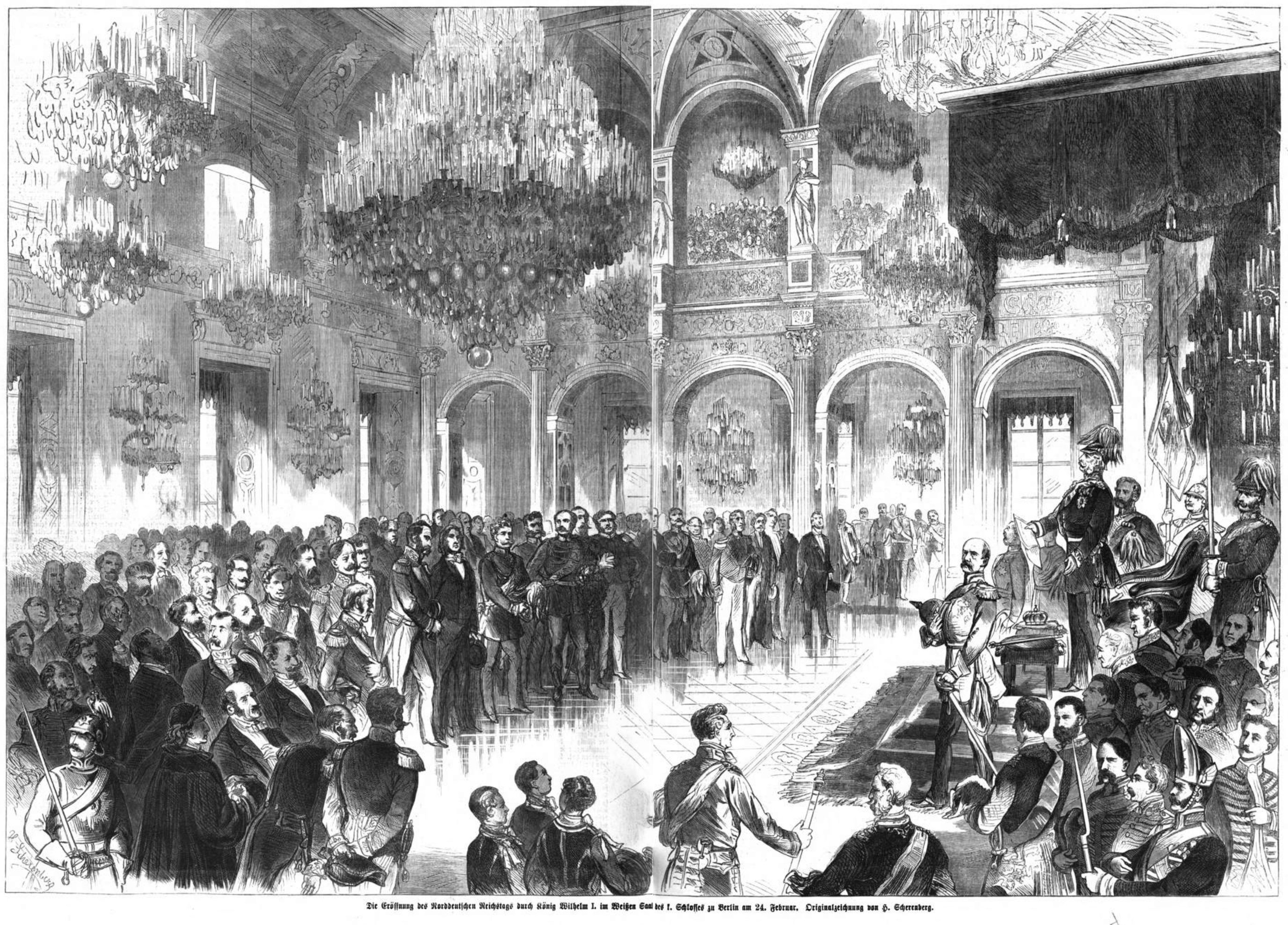
Ouverture du Reichstag par le Présidium, le roi de Prusse ; Dessin dans le Leipziger Illustrirten Zeitung

Le président du Reichstag est Eduard von Simson, qui occupait déjà ce poste au Parlement de Francfort et plus tard au Reichstag de l'Empire. August Bebel écrit plus tard dans ses mémoires que « l'élite des hommes politiques et des sommités parlementaires de l'Allemagne du Nord » s'est réunie au parlement. Pour lui, il s'agit de Rudolf von Bennigsen, Karl Braun de Hesse, Hermann Becker (de), Maximilian von Forckenbeck, Gustav Freytag, Rudolf Gneist, Eduard Lasker, Johannes von Miquel, Gottlieb Planck, Eugen Richter, Eduard von Simson, Maximilian von Schwerin-Putzar, Hermann Schulze-Delitzsch, Karl Twesten, Hans Victor von Unruh, Benedikt Waldeck, Moritz et Julius Wiggers (de), Ludwig Windthorst, Hermann von Mallinckrodt, Georg von Vincke, Hermann Wagener, Mayer Carl von Rothschild.
En outre, il y avait les généraux Eduard Vogel von Falckenstein et Karl Friedrich von Steinmetz, qui sont élus pour leurs succès de guerre en 1866. Bebel décrit également von Bismarck comme un orateur peu charismatique et termine par une évaluation qui est probablement partagée par la plupart des autres parlementaires. « Le temps des idéaux est révolu. L'unité allemande est descendue du monde du rêve dans le monde prosaïque de la réalité. Aujourd'hui, les hommes politiques ont moins que jamais à se demander ce qui est souhaitable et ce qui est réalisable. " 

### Débat constitutionnel

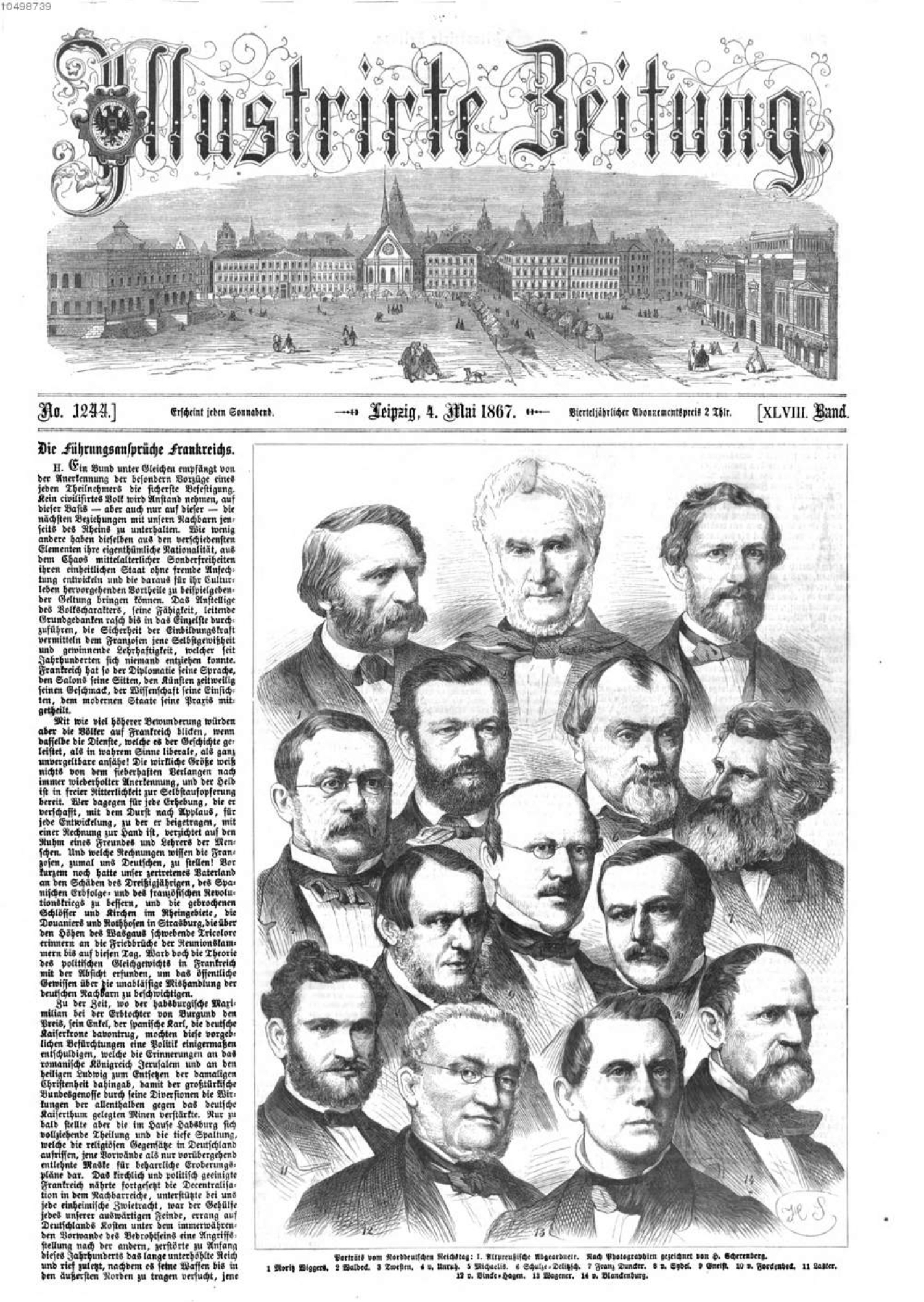
Membre bien connu du Reichstag, Leipziger Illustrirte Zeitung à partir de mai 1867

Les délibérations constitutionnelles se font en grande partie en interne, il n'y a guère de pétitions ni de tentatives d'influence extérieure, contrairement aux assemblées nationales de 1848/49. Bien que la conclusion de la constitution vise un accord entre le parlement et le monarque, Bismarck s'est réservé le droit d'imposer une constitution au cas où le projet soit trop modifié. Avec cette menace en toile de fond, il est généralement capable de s'affirmer en cas de conflit. Cependant, Bismarck doit également accepter des compromis. Il n'est donc pas possible de faire du président fédéral un monarque fédéral. Il n'y a pas de catalogue de droits fondamentaux . L'une des raisons est les différentes formulations des États individuels, et Bismarck veut également éviter les conflits idéologiques fondamentaux, par exemple sur la position de l'église ou de la famille.
Les libéraux n'ont pas exigé la responsabilité parlementaire des chefs des ministères fédéraux pour leurs actes de gouvernement. Cependant, à l'initiative du chef du groupe parlementaire libéral national von Bennigsen, la responsabilité du chancelier fédéral pour les actes juridiques du Présidium fédéral est introduite (Lex Bennigsen (de)). C'est un changement fondamental par rapport à la conception originale. Le chancelier doit défendre et représenter sa politique auprès du Parlement et du public. Bien qu'il soit encore nommé par le président fédéral, c'est-à-dire le roi de Prusse, il devient également dans une certaine mesure dépendant des majorités parlementaires (la véritable responsabilité parlementaire ne s'est développée qu'à la fin de l' Empire allemand).
Plus important, cependant, est que le chancelier fédéral n'est auparavant conçu que comme une sorte de directeur général du Conseil fédéral, mais avec la Lex Bennigsen, il devient un autre organe fédéral. Cela renforce le gouvernement central par rapport à l'élément fédéral et augmente la marge de manœuvre politique du chancelier dans toutes les directions. Pour les libéraux, la responsabilité du chancelier est un succès partiel, car elle signifie un renforcement de l'élément constitutionnel.
Le Parlement approuve l'interdiction des régimes alimentaires. Puisqu'il se compose en grande partie de fonctionnaires, il empêche l'exclusion projetée de fonctionnaires d'un mandat. Bien qu'il y a eu pour la plupart certaines réserves au sujet du suffrage universel parmi les libéraux nationaux, ils l'ont finalement accepté. Cependant, la majorité parlementaire applique également la loi électorale secrète. Cela empêche les autorités de contrôler le comportement électoral, ce qui est la norme jusqu'à présent. La majorité réussit également à étendre considérablement les responsabilités dans le domaine de la politique judiciaire et financière en ce qui concerne les compétences de base du Reichstag. Surtout, le droit d'approbation du budget est rendu plus effectif et agit ainsi comme une option de contrôle parlementaire du côté des dépenses, à côté du droit du parlement d'approuver l'impôt du côté des revenus. Au lieu d'une approbation triennale, le parlement applique le budget pour une année à la fois, ce qui bien sûr ne s'applique pas aux dépenses de l'armée et donc aux postes de dépenses les plus importants. Cependant, il y a aussi un compromis sur cette question. Si Bismarck voulait à l'origine un permis permanent (Äternat) et les libéraux un budget annuel, ils se sont mis d'accord sur une période d'approbation de quatre ans. Les droits du Parlement sont restés strictement limités, notamment dans le domaine militaire.
La constitution est adoptée par le Reichstag constituant avec 230 voix contre 53. Non seulement les libéraux sont d'accord, mais aussi les conservateurs.

## L'élection du premier Reichstag régulier
Les premières élections pour un Reichstag ordinaire (en tant qu'organe constitutionnel) ont lieu le 31 août 1867. Le taux de participation est de 40,5 % nettement inférieur à celui du dernier tour de scrutin. Fondamentalement, rien n'a changé dans la majorité libérale-libre-conservatrice (dans le Reichstag constitutif) ; cependant, la scission dans le mouvement libéral est devenue plus apparente. Dans les anciennes provinces prussiennes, le Parti progressiste allemand a pu s'affirmer contre les nationaux-libéraux (14,2 % contre 13,8 %). Les nationaux-libéraux ont leur véritable force dans les nouvelles provinces (près de 40 % contre 6,3 % pour le parti progressiste) et les petits États. Les représentants du mouvement ouvrier politique sont désormais plus fortement représentés au parlement que lors de la première élection. Le Parti populaire saxon, dont le SDAP est issu en 1869, remporte trois sièges, l'ADAV deux sièges et le LADAV, séparé de l'ADAV, un siège. Aux élections partielles de 1869, l'ADAV et le LADAV remportent chacun un siège supplémentaire.

## Activité parlementaire
Pendant la législature du seul Reichstag à l'époque de la Confédération de l'Allemagne du Nord, la Fédération et surtout le Reichstag développent une activité législative considérable. Outre les décisions factuelles dans les différents domaines politiques, notamment dans le domaine de l'ordre juridique, social et économique, cela comprend également l'introduction de procédures parlementaires, qui dans certains cas ont encore une influence formatrice aujourd'hui. Les examens électoraux sont introduits. Depuis lors, trois lectures de propositions législatives sont communes. Les commissions et les listes d'orateurs sont désormais déterminées en fonction de la force des groupes politiques. Un conseil des anciens est introduit en tant qu'organe intergroupe. Le Reichstag prend l'initiative et met l'administration sous pression, notamment sur de nombreuses questions. La composition des groupes politiques étant encore fluide et le nombre de députés non inscrits restant assez important, le résultat d'une série de votes est totalement ouvert jusqu'au bout. Cependant, il devient vite évident que le parlement a une influence significative sur la politique économique et juridique, par exemple. Cependant, la politique militaire et étrangère reste une question gouvernementale. Les tentatives occasionnelles d'étendre l'influence du Parlement échouent en raison de la menace de veto du Conseil fédéral.

## Parlement des douanes
De 1868 à 1870, les membres du Reichstag d'Allemagne du Nord sont également membres du Parlement allemand des douanes, le parlement de l'Union douanière allemande. Au parlement des douanes il y a 85 députés d'Allemagne du Sud qui sont élus en février et mars 1868 en Bavière, Wurtemberg, Bade et Hesse selon le même suffrage que celui de la Confédération d'Allemagne du Nord.

## Transition vers l'Empire allemand
Après le succès de la guerre franco-allemande de Bismarck en novembre 1870 et l'annexion de l'Alsace-Lorraine par les Prussiens, les États de Bade, de Hesse, de Bavière et de Wurtemberg, expriment leur désir de rejoindre la Confédération. À la demande du Conseil fédéral et avec l'accord du Reichstag le 9 décembre 1870, la Confédération de l'Allemagne du Nord est donc rebaptisée Empire allemand.
Ces changements sont devenus valides avec la nouvelle constitution du 1er janvier 1871 (DBV). Selon l'article 80 (point 13), la loi électorale est l'une des lois qui s'appliqueront à la « Confédération allemande ». Selon cette constitution, cependant, seuls la Hesse et le Bade ont adhéré. Les traités avec le Wurtemberg et la Bavière réglementent l'élection des membres du Reichstag dans ces deux pays (avec un ajout à l'art. 20 DBV).
Le Reichstag est nouvellement élu le 3 mars 1871. Cette élection est la première à être régie par la loi électorale de 1869. Ce Reichstag est considéré comme le premier Reichstag de l'empire ; en avril, il adopte une forme révisée de la constitution fédérale, qui est plus tard appelée la constitution bismarckienne.